# Garrett Serviss (Leichtathlet)
Garrett Serviss (Garrett Putnam Serviss Jr.; * Januar 1881; † 31. Dezember 1907 in Ithaca, New York) war ein US-amerikanischer Leichtathlet.
Bei den Olympischen Spielen 1904 gewann er Silber im Hochsprung und wurde Vierter im Standdreisprung.
Garrett Serviss studierte zunächst an der Princeton University und wechselte 1901 zur Cornell University. Sein Vater war der Sachbuchautor Garrett P. Serviss.